# Чант, Элизабет
Элизабет Чант (англ. Elisabeth Chant, полное имя Элизабет Августа Чант (англ. Elisabeth Augusta Chant; 10 марта 1865, Йовил, Сомерсет — 21 сентября 1947, Уилмингтон, Северная Каролина) — американская художница и педагог.

## Биография
Родилась 10 марта 1865 года в местечке Йовил, графство Сомерсет, в многодетной семье Джеймса Чанта (англ. James Chant), капитана торгового судна, занимавшегося торговлей азиатскими специями, и его жены Элизабет Роу Уиллс (англ. Elizabeth Rowe Wills); была одной из девяти их детей.
Вся семья иммигрировала в Соединённые Штаты в 1873 году, поселившись в городе Холи, штат Миннесота. После смерти матери отец перевез семью в Миннеаполис, где занялся торговлей.
Элизабет рано проявила вкус к искусству, но была вынуждена поступить в учебное заведение Training School for Nurses at Northwestern Hospital for Women and Children, которое окончила в 1886 году. Она работала и одновременно брала уроки живописи, обучаясь у Дугласа Волка в 1890—1893 годах, а также у Бёрта Харвуда (англ. Burt Harwood). Когда в 1898 году началась Испано-американская война, Американский Красный крест Элизабет Чант на Американский юг, где она работала в Саванне и Огасте, штат Джорджия. В 1899 году вернулась в Миннеаполис и стала работать в Handicraft Guild и Minneapolis Art League, создавая фрески, декоративные картины, гравюры и гончарные изделия.
Во время двухлетнего пребывания в Англии, начавшегося в 1901 году, художница занималась своей генеалогией, проследив родство своей семьи от короля Артура и его двора. Пребывание на родине также послужило основой для серии её тематических статей в Minneapolis Journal. Спустя десять лет Элизабет переехала в Спрингфилд, штат Массачусетс, работая в течение следующих шести лет на предприятии, которое специализировалась на различных предметах интерьера и мебели.
Элизабет Чант долгое время имела репутацию эксцентричной женщины — в июле 1917 года опасения по поводу её благополучия привели к тому, что члены её семьи отправили Элизабет в лечебницу Minnesota Sanitarium. Позже она была переведена в рочестерскую больницу Rochester Hospital, где прошла лечение маниакально-депрессивного психоза. Вернувшись в 1920 году, она отправилась в поездку по Азии — в Китай, Японию, Корею и Филиппины, все эти страны она посетила когда-то в детстве. По возвращении в Соединённые Штаты Элизабет поселилась в Уилмингтоне, штат Северная Каролина, разорвав почти все связи со своей семьей.
В Уилмингтоне Чант попыталась создать художественную колонию, но этому помешали ограниченные финансы и плохое здоровье. Тогда она обратила свое внимание на поддержку местного художественного сообщества. В 1923 году основала Wilmington Art League, которая позже привела к созданию ассоциации Wilmington Art Association. Элизабет также активно участвовала в создании Художественного музея Уилмингтона (Wilmington Museum of Art), который открылся в 1938 году и был предшественником нынешнего городского музея Cameron Art Museum. Элизабет Чант преподавала дизайн, живопись и батик как в собственной студии, так и в музее. Среди её учеников были: Клод Хауэлл (англ. Claude Howell), Генри Макмиллан (англ. Henry MacMillan), Хестер Доннелли (англ. Hester Donnelly) и другие художники.
Умерла 21 сентября 1947 года в Уилмингтоне, и была похоронена на городском кладбище Oakdale Cemetery.